# Limnichthys fasciatus
Limnichthys fasciatus är en fiskart som beskrevs av Waite, 1904. Limnichthys fasciatus ingår i släktet Limnichthys och familjen Creediidae. Inga underarter finns listade i Catalogue of Life.